# Maciej Freimut
Maciej Freimut (24 febbraio 1967) è un ex canoista polacco.

## Palmarès

### Olimpiadi
- 1 medaglia:
  - 1 argento (Barcellona 1992 nel K-2 500 m)

### Mondiali
- 7 medaglie:
  - 1 oro (Città del Messico 1994 nel K-2 200 m)
  - 4 argenti (Plovdiv 1989 nel K-4 1000 m; Poznań 1990 nel K-1 1000 m; Copenaghen 1993 nel K-2 500 m; Copenaghen 1993 nel K-4 10000 m)
  - 2 bronzi (Plovdiv 1989 nel K-2 500 m; Duisburg 1995 nel K-2 500 m)

### Europei
- 2 medaglie:
  - 1 argento (Plovdiv 1997 nel K-2 500 m)
  - 1 bronzo (Plovdiv 1997 nel K-2 500 m)